# بسام اسخيطة
بسام اسخيطة رجل علم فلسفة ومحلل استراتيجي من عائلة حلبية سوريا اشتهرت بالعلم والثقافة، حيث كان والده الأستاذ محمد نعمان السخيطة وعمه الأستاذ محمد سعيد السخيطة وهما من مؤلفين كتب التاريخ واللغة العربية في وزارة المعارف السورية.

## نشأته وحياته
ولد بسام محمد نعمان اسخيطة يوم 27 آذار 1929 في حلب سورية، حصل على الشهادة الثانوية من مدينة حلب عام 1947، ثم شهادة الحقوق من جامعة دمشق عام 1951، بعد ذلك حصل على دبلوم علم النفس التطبيقي من جامعة السوربون في فرنسا عام 1953، ثم نال إجازة في الفلسفة من جامعة دمشق عام 1976، ودبلوم الدراسات العليا العام من جامعة القديس يوسف كلية الآداب والعلوم الإنسانية فرع الآداب العربية (معهد الآداب الشرقية) من بيروت عام 1978.

عمل معاون قاضي في وزارة العدلية عام 1948 في حلب، ثم مدرساً لمادة علم النفس بالفرنسية في معهد اللا‌ييك الفرنسي في حلب، ثم تفرغ لتأليف وترجمة الكتب العلمية والثقافية والعسكرية.
أسس مجلة الفكر العسكري وعين سكرتيراً لتحريرها، ثم أسس مجلة استراتيجيا العسكرية وعين مدير تحرير فيها لمدة ثلاث سنوات في بيروت، وأشرف على إصدار مجلة الفكر العسكري.

### مؤلفاته وترجماته
1. قصة محاكم التفتيش في العالم.
2. سيرة بالتازاركوسا: البابا يوحنا الثالث والعشرين، حياته وأعمال.
3. المذهب العسكري.
4. فلسفة علم الجغرافيا.
5. المجهود الحربي للدولة في الحرب والسلم.
6. تاريخ البحرية العربية الإسلامية.
7. الجزء الأول من كتاب تاريخ فن الحرب في العالم الخاص بتاريخ فن الحرب القديم.
8. كتاب الاستطلاع العسكري للقوات.
9. الإستراتيجية العسكرية.
10. علم النفس الجغرافي
11. مقالات حول الإستراتيجية العسكرية في المجلات والصحف العسكرية والفكرية المختلفة السورية منها والعربية كالحرس الوطني، الدفاع العربي، الفيصل، القبس ، المستقبل العربي، دار الصياد.

- نال شهادات تقدير كثيرة من الأكاديمية العسكرية الروسية-السورية.
- يتقن اللغات الفرنسية والروسية والإنكليزية إضافة للغة العربية.
- اشتهر بمكتبته المنزلية الضخمة التي تحوي آلاف الكتب القيمة والنادرة وبمختلف الموضوعات واللغات وتم اهداؤها كاملاً لمكتبة الأسد الوطنية بدمشق-سورية بعد وفاته وذلك نزولاً عند رغبته عام 2004.